# Экономика Австралии
Австралия — высокоразвитое постиндустриальное государство. Доля австралийской экономики в 2023 году составляла 0,99 % от мировой.
В Австралии базируется ряд компаний из числа крупнейших в мире, такие как BHP Billiton, National Australia Bank, Commonwealth Bank of Australia, Rio Tinto, ANZ, Westpac, Telstra, Macquarie Group, Woolworths Group и AMP Limited.
Австралийский доллар — валюта Австралийского союза и его территорий, включая остров Рождества, Кокосовые острова и остров Норфолк. Также это официальная валюта нескольких независимых тихоокеанских государств: Кирибати, Науру и Тувалу.
Австралия является членом АТЭС, G20, ОЭСР и ВТО. Страна также подписала соглашение о свободной торговле с АСЕАН, Чили, Новой Зеландией и США. Принятое в 1983 году торговое соглашение об укреплении экономических связей между Австралией и Новой Зеландией, заключавшееся в постепенном снятии ограничений в импортно-экспортных операциях, смогло значительно помочь интеграции с экономикой Новой Зеландии и в 2011 был принят план по формированию единого Австралазийского экономического рынка к 2015 году.

## Общая характеристика
В австралийской экономике преобладает сектор услуг, на который приходится около 70 % ВВП.
На горнодобывающий сектор приходится более 10 % от ВВП. Экономический рост достаточно сильно зависит от горнодобывающего и сельскохозяйственного секторов, продукты которых главным образом экспортируются на рынки Восточной Азии.

Ежегодные колебания инфляции в Австралии с 1949 года

Инфляция, как правило, составляет 2—3 %, а основная процентная ставка 1,5—5 %.
Австралийский национальный университет в Канберре поддерживает проект прогнозирования процентной ставки для Австралийской экономики, которая вычисляется по статистическим данным так называемыми «теневыми» членами преподавательского состава АНУ.

### ВВП
Средний темп роста ВВП Австралии в течение периода с 1901 по 2000 составлял 3,4 % ежегодно.
ВВП Австралии в 2021/22 финансовом году составил 2,156 трлн австралийских долларов ($1,55 трлн), его распределение по штатам и территориям: Новый Южный Уэльс — 31 %, Виктория — 21 %, Квинсленд — 18 %, Западная Австралия — 17 %, Южная Австралия — 6 %, Австралийская столичная территория — 2 %, Тасмания — 2 %, Северная территория — 1 %.
Основные составляющие ВВП Австралии по состоянию на 2021 год:
- сельское и лесное хозяйство, рыболовля — 2 %;
- горнодобывающая промышленность — 11,1 %
- производство — 6,1 %;
- услуги — 71,9 %, включая
  - финансы и страхование — 8,9 %
  - строительство — 7,7 %
  - здравоохранение и социальная защита — 7,7 %
  - профессиональные, научные и технические услуги — 7,6 %
  - госструктуры и безопасность — 5,7 %
  - образование — 5,1 %
  - транспортные, почтовые и складские услуги — 4,8 %
  - розничная торговля — 4,4 %
  - оптовая торговля — 4,0 %
  - административные услуги — 3,6 %
  - операции с недвижимостью — 2,9 %
  - коммунальные услуги — 2,5 %
  - СМИ и телекоммуникации — 2,4 %
  - отельно-ресторанный бизнес — 2,1 %
  - искусство и отдых — 0,8 %.

## История
Заселение территории Австралии преступниками из Великобритании началось в январе 1788 года в районе современного Сиднея. Поскольку прилегающие земли оказались малопригодными для земледелия, первое время поселение сильно зависело от поставок продовольствия и других товаров из Великобритании. Территория поселения была отделена от остальной Австралии Голубыми горами, освоение земель за ними началось в 1813 году. В 1817 году был создан первый в Австралии банк — Bank of New South Wales (в 1982 году он был поглощён Westpac). К 1820-м годам было налажено производство шерсти и других продуктов сельского хозяйства, которые экспортировались в Великобританию и другие страны Европы.
В 1851 году на территории современного штата Виктория было обнаружено золото, последовавшая золотая лихорадка привела к быстрому росту населения как штата, так и его главного города — Мельбурна. В 1853 году была проведена первая в Австралии телеграфная линия, в следующем году началось строительство первой железной дороги, а в 1861 году начала работу Австралийская фондовая биржа. Приток иностранных инвестиций вызвал расцвет австралийской экономики в 1880-х годах, но в 1890 году он сменился глубоким кризисом, продлившийся до середины 1890-х годов.
В 1901 году было сформировано первое федеральное правительство. Тогда же началось внедрение политики «Белой Австралии», серии законов, ограничивавших возможности для въезда а страну для неевропейцев. В 1910 году была введена собственная валюта, австралийский фунт; первоначально он равнялся британскому фунту стерлингов, но после отказа от золотого стандарта в 1929 году начал терять стоимость.
За годы Второй мировой войны была значительно расширена промышленная база Австралии, в отношении многих промышленных товаров страна стала самодостаточной. Также возросло экономическое влияние федерального правительства, во внешнеэкономической сфере снизилось влияние Великобритании и возросла роль США, а также Японии и других стран. В послевоенные годы началась постепенная отмена законов политики «Белой Австралии», процесс закончился в середине 1970-х годов. В 1966 году австралийский фунт был заменен австралийским долларом.
Поскольку Австралия зависела от импорта нефти, нефтяной кризис 1973 года привёл к спаду в экономике страны, усугубленному падением спроса на товары австралийского экспорта. В 1983 году, при премьер-министре Роберте Хоуке, но главным образом при содействии министра финансов Пола Китинга, курс австралийского доллара стал плавающим (до этого он был привязан к «корзине валют»). В 1990-х годах был приватизирован ряд государственных предприятий, включая Commonwealth Bank of Australia, национальную авиакомпанию Qantas, телекоммуникационную компанию Telstra. В 2000 году в Австралии был введён налог на добавленную стоимость в размере 10 %.
По состоянию на 2008 год автомобильные заводы в Австралии имели 4 компании, но затем началось сворачивание производства: в 2008 году был закрыт завод Mitsubishi Motors, в 2016 году — Ford, в 2017 году — Holden и Toyota.
С 1991 года в Австралии был период непрерывного роста экономики, чему способствовали расширение добычи полезных ископаемых, рост торговли с Азией и приток рабочей силы. Этот период закончился с началом пандемии коронавируса, в последнем квартале 2019/20 финансового года ВВП страны сократился на 7 % и продолжил снижаться в первом квартале 2020/21. Положение осложнялось ухудшением отношений с основным торговым партнёром, Китаем.

## Сельское хозяйство и рыбный промысел
Ведущее место в сельском хозяйстве Австралии принадлежит пастбищному животноводству. Важным продуктом сельского хозяйства страны является шерсть, овцеводство распространено по всей стране. В сельском хозяйстве задействовано 47 % территории Австралии, однако лишь 4 % территории приходится на пашню, 0,04 % — на постоянные культуры, 43 % — пастбища. Орошается сравнительно небольшая территория (15,2 тыс. км²), что объясняется отсутствием крупных рек и пресноводных водоёмов. Леса занимают 17 % территории Австралии.
Основную роль играют крупные высоко механизированные фермерские хозяйства. В 2022 году в Австралии было 87,8 тыс. ферм средней площадью 4200 га.
На Австралию приходится около трети мирового производства овечьей шерсти; поголовье овец достигло максимума в 1970-х годах и с тех пор постепенно сокращается, по состоянию на 2022 год составляло 70 млн. Также большое значение имеет разведение крупного рогатого скота (22 млн в 2022 году, из них половина в Квинсленде).
Из зерновых культур основной является пшеница, её выращивают во всех штатах и территориях, но главными регионами являются юго-восток и юго-запад страны. Около 80 % урожая экспортируется, в основном в восточную Азию и на Ближний Восток. Из технических культур наибольшее значение имеют сахарный тростник и хлопчатник, из масличных — канола. В 2020/21 году было произведено 36 млн т пшеницы, 28,7 млн т сахарного тростника, 14,3 млн т ячменя, 7 млн т канолы, 2,6 млн т сорго, 1,7 млн т овса, 1,3 млн т хлопка и 690 тыс. т риса. Другая продукция растениеводства включала виноград для виноделия (1,2 млн т), картофель (1,1 млн т), апельсины (390 тыс. т), яблоки (300 тыс. т), бананы (280 тыс. т), миндаль (137 тыс. т).
Большой доход даёт австралийское виноделие, в стране около 1200 винодельческих хозяйств.
Прилегающие к Австралии воды сравнительно малопродуктивны. Наибольшее экспортное значение имеют креветки, настоящие лангусты, морские ушки, морские гребешки, устрицы, тунец и австралийский лосось.

## Промышленность

### Горнодобывающая промышленность
Поразительное богатство страны минеральными ресурсам обеспечило развитие горнодобывающей промышленности Австралии. На Австралию в 2021 году приходилось 26,5 % мирового экспорта угля, он является вторым важнейшим экспортным товаром страны; по запасам угля (149 млрд т) Австралия занимает третье место в мире после США и России. Австралия занимает первое место в мире по запасам урана и второе место по его производству (после Казахстана, по состоянию на 2020 год). Также Австралия в 2020 году заняла первое место в мире по экспорту сжиженного природного газа. Страна с большим отрывом лидирует по добыче и поставкам на мировой рынок опалов. Кроме этого, Австралия занимает первое место по добыче лития, входит в пятёрку по железной руде, золоту, свинцу, цинку и никелю. На горнодобывающую продукцию приходится 75 % поступлений от экспорта, руда, как правило, проходит лишь первичную обработку.
Добыча нефти в 2021 году составляла 442,5 тыс. баррелей в сутки, запасы нефти оценивались в 2,45 млрд баррелей. Собственная добыча и нефтепереработка покрывает менее половины потребности в нефтепродуктах (1,17 млн баррелей в день), Австралия занимает 12-е место в мире по импорту нефтепродуктов.
Добыча природного газа за 2020 год составила 142 млрд м³, из них более 100 млрд м³ было экспортировано. Доказанные запасы в 2021 году оценивались в 3,22 трлн м³.
Наибольшее значение имеет Западная Австралия, здесь находится 98 % запасов железной руды и 60 % запасов золота. В Южной Австралии находится крупнейший рудник страны (Олимпик Дам), где добывается уран и медь, также в этом штате добывают циркон. Квинсленд является ведущим центром по добыче угля и серебра.
Общая выручка горнодобывающих компаний в 2022 году составила 527 млрд долларов. Крупнейшими компаниями отрасли являются BHP, Rio Tinto, Fortescue Metals Group, Newcrest Mining, South32, Mineral Resources Limited, Northern Star Resources, Pilbara Minerals, IGO Ltd., Whitehaven Coal.

### Другие отрасли промышленности

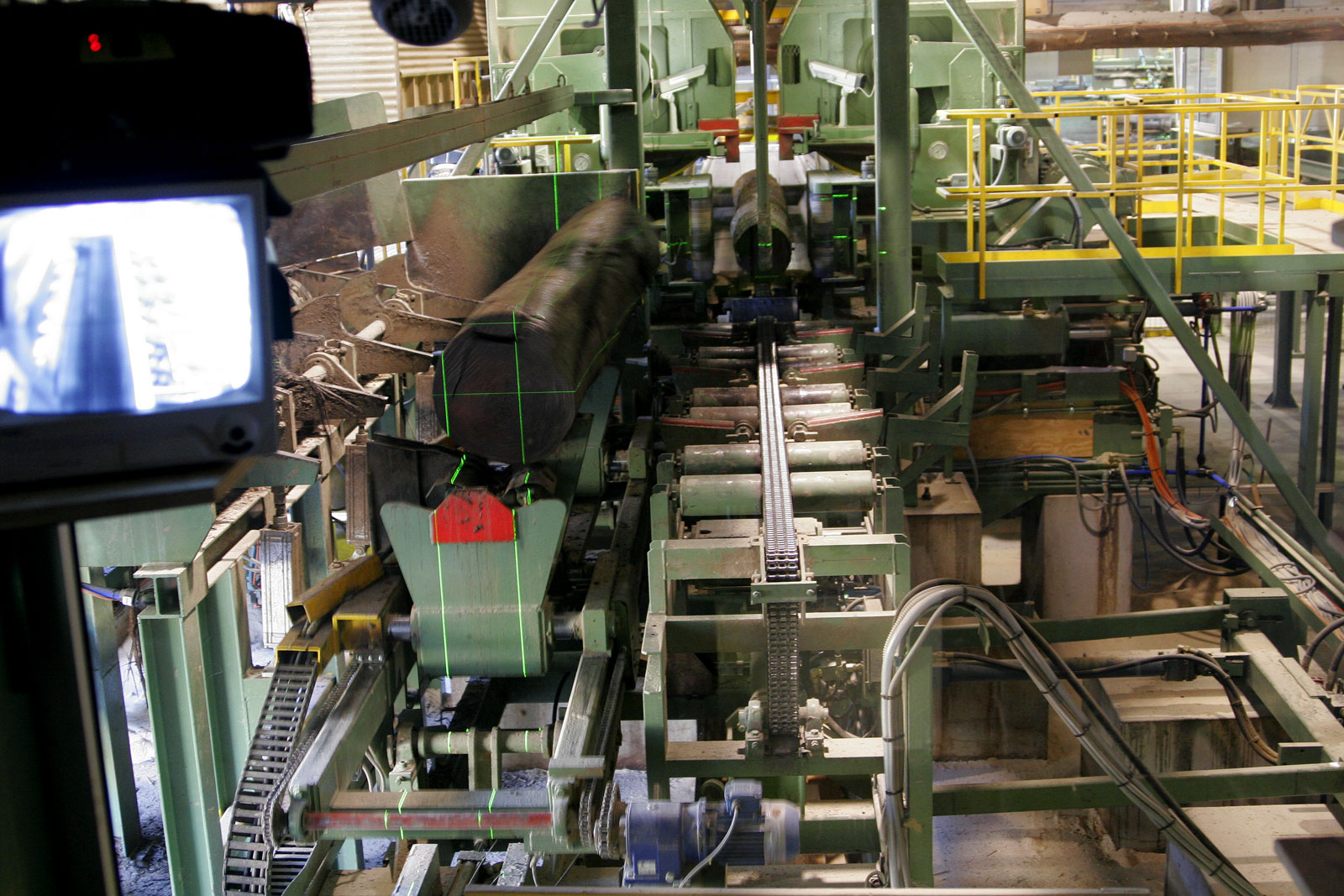
Установка с лазерным контролем на лесоперерабатывающем предприятии Swifts Creek в штате Виктория

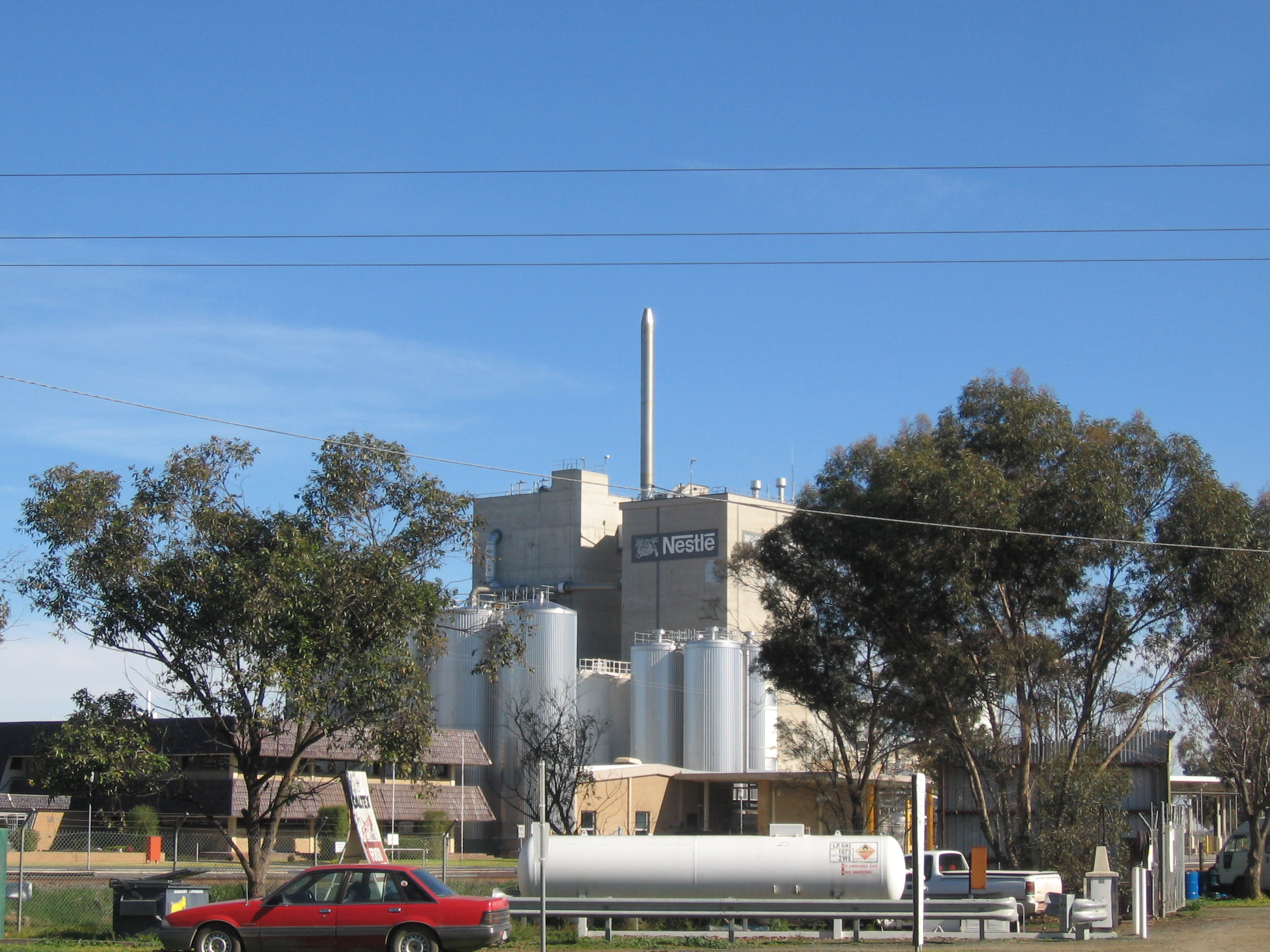
Молокоперабатывающий комбинат компании Nestle в посёлке Тонгла в штате Виктория

Отдалённость Австралии привела к развитию промышленного производства, ориентированного на внутренний рынок. Наибольшего расцвета производственные отрасли достигли в 1960-х годах, когда на них приходилось около трети ВВП страны. Развитие промышленного производства в странах Азии, снижение ввозных пошлин и развитие морского транспорта привели к снижению роли собственного производства.
В Австралии развита лесная и лесоперерабатывающая промышленность, в частности заготавливается эвкалипт, на плантационных хозяйствах выращивается сосна.
Пищевая промышленность Австралии имеет четко выраженную экспортную направленность. Мясоперерабатывающие комбинаты расположены в Квинсленде и городах Нового Южного Уэльса
В машиностроении Австралии доминируют филиалы американских и японских компаний. Предприятия Австралии выпускают сельскохозяйственные машины, автомобили, локомотивы, промышленные станки и прочие изделия. Автомобильная промышленность Австралии сосредоточена в Аделаиде, Джилонге, Сиднее и Мельбурне. Машиностроительные предприятия также расположены в Брисбене, Ньюкасле, Перте.
Центрами химической промышленности являются Сидней, Перт, Мельбурн, Гладстон.

## Энергетика
В соответствии с данными EES EAEC суммарные запасы энергоносителей Австралии оцениваются в 0,288 млрд тут (по данным Energy Information Administration на декабрь 2015 года), что соответствует доле почти 5,15 % от общемировых запасов энергоносителей (179 стран мира). По потреблению всех видов энергии на душу населения Австралия занимает 16-е место в мире, по выбросам углекислого газа страна занимает 15-е место в мире.
По данным ключевой энергетической организации страны the Department of Industry, Science, Energy and Resources производство первичной энергии в 2018-19 FY (фискальный год начинается 1 июля и заканчивается 30 июня следующего года) составило 19711 PJ, общая поставка первичных энергоносителей — 6196 PJ и конечное потребление — 4390 PJ, в том числе 846,1 PJ или 19,3 % — электроэнергия.
Электроэнергетический комплекс — один из важнейших секторов социально-экономической инфраструктуры страны. Установленная мощность электростанций Австралии по состоянию на 2020 год составляла 82,5 млн кВт (16-е место в мире), в том числе ТЭС на ископаемом топливе — 75,4 %, солнечные электростанции — 8,6 %, ветряные электростанции — 8,4 %, гидроэлектростанции — 6,2 %, ТЭС на биомассе — 1,4 %. Потребление электроэнергии в 2019 году составило 237 млрд кВт∙ч, потери при передаче — 12,6 млрд кВт∙ч.
В 2021 году консорциум австралийских компаний объявил о создании на юге Западной Австралии «Западного центра зелёной энергии» (Western Green Energy Hub) — крупнейшего в мире парка солнечных и ветровых установок для экологически чистого производства водорода.

## Телекоммуникации
По развитию стационарной телефонной связи Австралия занимает 30-е место в мире (4,6 млн абонентов, 18 на 100 жителей). По мобильной связи занимает 48-е место (27,1 млн абонентов, 105 на 100 жителей). Доступ к сети интернет имеет 96 % населения Австралии, широкополосный — 36 %.
Крупнейшими операторами связи являются Telstra, Optus и TPG Telecom.

## Транспорт
Самая густая сеть автомобильных и железных дорог расположена на юго-востоке страны. По состоянию на 2022 год протяжённость железных дорог составляла 36 тыс. км (7-е место в мире), из них только 3,4 тыс. км электрифицировано; около трети путей — узкоколейные (1067 мм). Протяжённость автомобильных дорог — 873,6 тыс. км (9-е место в мире).
Морской транспорт имеет важнейшее значение для внешних торговых связей. Под австралийским флагом ходят 587 судов (38-е место в мире по размеру торгового флота), в том числе 6 танкеров. Крупнейшими портами являются Мельбурн (2,91 млн TEU в 2021 году) и Сидней (2,76 млн TEU), а также Аделаида, Дарвин, Фримантл, Джелонг, Брисбен, Кэрнс, Гладстон, Хобарт, Ньюкасл, Порт-Кембла.
По состоянию на 2020 год в стране было зарегистрировано 25 авиакомпаний, их флот в сумме составлял 583 самолёта. По количеству аэропортов Австралия занимает 19-е место в мире (418, из них 349 с асфальтированными взлётно-посадочными полосами).

## Финансовая и денежная политика
Центральным банком страны является Резервный банк Австралии (Reserve Bank of Australia, RBA). Его задачей, в соответствии с уставом, является проведение денежной и банковской политики, способной обеспечить стабильность валюты страны, поддержание полной занятости, экономическое процветание и благосостояние населения. Один из способов решения этих задач — удержание инфляции потребительских цен в пределах 2—3 % в год. Решения об изменении денежной политики принимаются на основании консенсуса в Комитете по денежной политике ЦБ, в который входят руководитель банка, его заместитель, секретарь казначейства и шесть независимых членов, назначенных правительством.
К сентябрю 2014 года в последние три года средний курс австралийского доллара составлял $0,99, тогда как в предыдущие два десятилетия он был лишь немного выше $0,7. К сентябрю 2015 года за минувший год курс австралийского доллара снизился к доллару США на 25 %.
Бюджет на 2022/23 финансовый год в Австралии впервые за 15 лет был профицитным. Доходы составили 635,6 млрд австралийских долларов (из них 588,1 млрд — налоги), расход — 631,4 млрд. Основными источниками наполнения бюджета были подоходный налог (297 млрд), корпоративный налог на прибыль (138,4 млрд), НДС (81,8 млрд), акцизы и пошлины (43,3 млрд); основные статьи расхода — социальное обеспечение (226,4 млрд), здравоохранение (107,7 млрд), образование (45,9 млрд), оборона (40,1 млрд).
Государственный долг составил на июнь 2023 года 889,8 млрд долларов, выплаты процентов по нему составили 12,7 млрд долларов (2 % расходов бюджета).
Крупнейшими коммерческими банками страны являются Australia and New Zealand Banking Group, Commonwealth Bank of Australia, Westpac и National Australia Bank. В страховании лидируют QBE Insurance Group и Insurance Australia Group.

## Внешнеэкономические связи

### Торговля

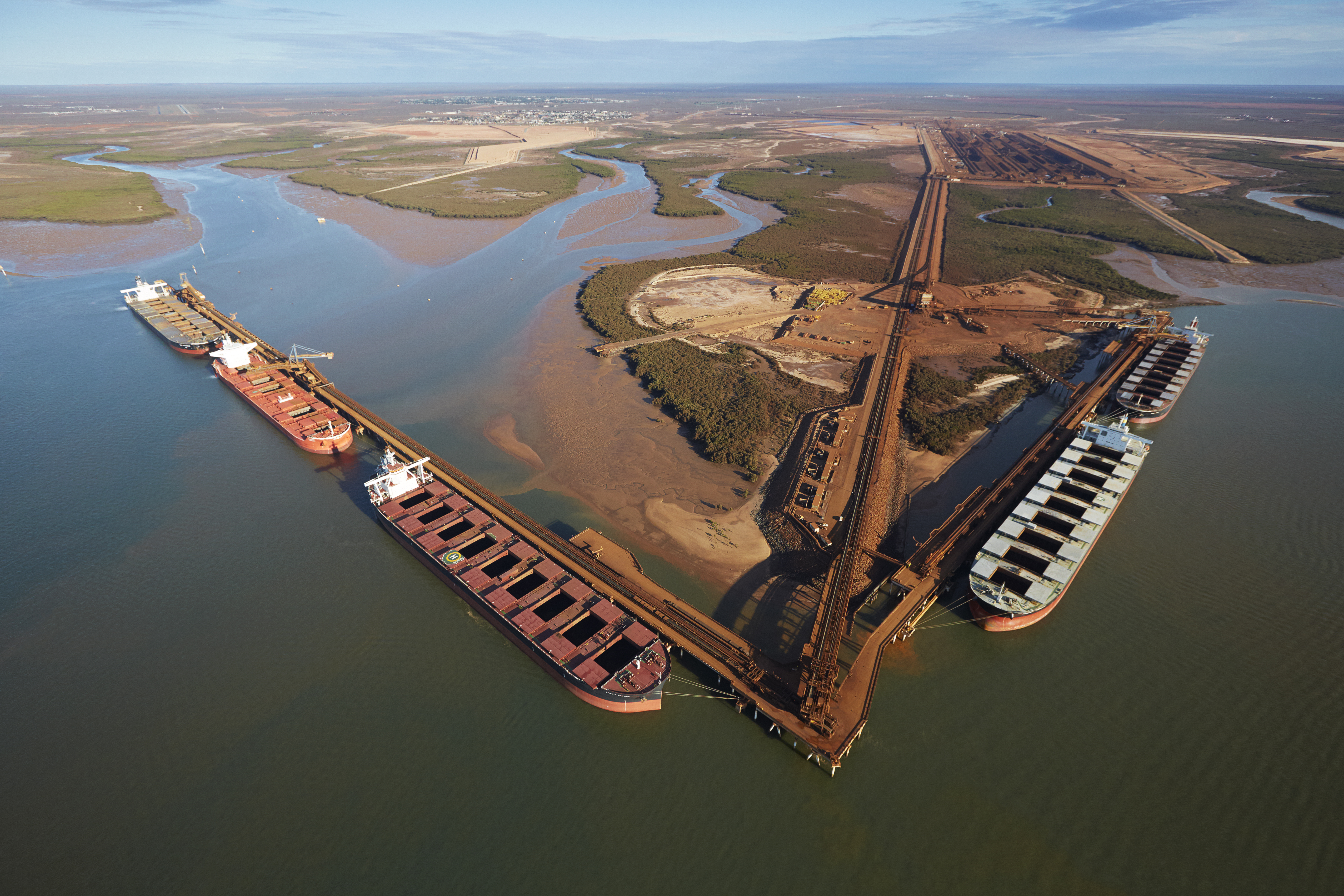
Портовый терминал компании Fortescue Metals Group по погрузке железной руды в Порт-Хедленд

Почти две трети внешнеторговой активности Австралии приходится на страны Азии, в первую очередь Китай (более четверти от суммы экспорта и импорта), Японию и Южную Корею. Далее по значимости следуют Европа, Америка, Океания и Африка. В 2020 году в десятку основных торговых партнёров входили Китай (29 %), США (9 %), Япония (9 %), Южная Корея (5 %), Великобритания (4 %), Сингапур (4 %), Новая Зеландия (3 %), Германия (3 %), Индия (3 %), Малайзия (3 %).
Экспорт товаров и услуг в 2019/20 году составил 475 млрд долларов (22-е место в мире), наибольшую долю в экспорте имели железная руда и концентраты (22 %), уголь (12 %), туристические услуги (включая образование для иностранцев, 12 %), природный газ (10 %), золото (5 %), говядина (2,4 %), бокситы и концентраты руды алюминия (1,9 %), нефть (1,8 %), медная руда (1,4 %), финансовые услуги (1,2 %), мясо (кроме говядины, 1,2 %), пшеница (0,8 %).
Импорт товаров и услуг составил 398 млрд долларов (23-е место в мире), основные статьи импорта: туристические услуги (8,4 %), нефтепродукты (5,5 %), легковые автомобили (4,8 %), телекоммуникационное оборудование (3,8 %), компьютеры (2,6 %), грузовые перевозки (2,6 %), нефть (2,4 %), золото (2,2 %), медикаменты (2 %), грузовые автомобили (2 %).

### Иностранный капитал

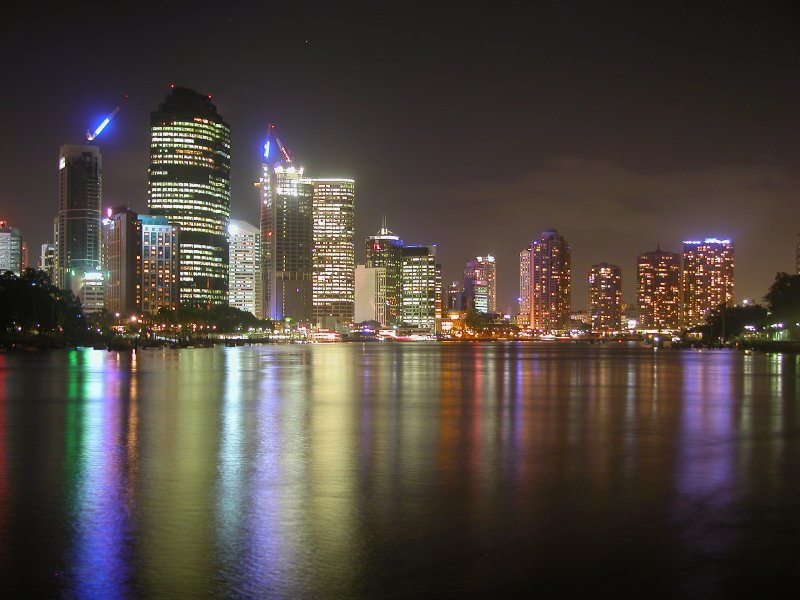
Брисбен — самая быстрорастущая столица штата. С 1998 по 2003 население Брисбена увеличивалось на 2 % в год.

В экономике Австралии велика роль иностранного капитала. На предприятия с иностранными инвестициями приходится 10 % рабочих мест и 40 % экспорта. В десятку крупнейших инвесторов в Австралию входят США, Великобритания, Бельгия, Япония, Гонконг, Сингапур, Нидерланды, Люксембург, КНР и Новая Зеландия. Накопленные инвестиции по состоянию на конец 2018 года составляли 3,84 трлн долларов, из них прямых инвестиций — 1,02 трлн долларов, треть инвестиций приходится на горнодобывающую отрасль. По размеру привлечённых инвестиций Австралия занимает 14-е место в мире.
Вклад Австралии в экономики других стран составляет 3,0 трлн долларов (накопленные инвестиции на конец 2019 года, 16-е место в мире), из них прямые инвестиции — 827 млрд долларов. Основные направления вложения австралийского капитала — США, Великобритания, Япония, Новая Зеландия, Германия, КНР, Сингапур, Канада, Острова Кайман и Гонконг. Основные отрасли — производство, финансы и страхование, горнодобывающая промышленность.

## Доходы населения
Средний размер оплаты труда (брутто) в Австралии в 2018 году составлял A$5053,83 ($3585,52) в месяц и A$1207,40 в неделю. В Австралии установлен самый высокий в мире минимальный размер оплаты труда, действующий на всей территории страны. С 1 июля 2019 года минимальный размер оплаты труда составляет A$21,6 в час ($15,12) и A$740,8 ($518,49) в неделю.
По состоянию на 2020 год минимальный размер оплаты труда в Австралии был эквивалентен €2180 в месяц. Более высокий минимальный размер оплаты труда установлен с 1 ноября 2020 года в Швейцарии, но только в кантоне Женева — 23 франка (€21,30) в час или 4086 франков (€3785,47) в месяц.

## Азартные игры
Наряду с Макао и Лас-Вегасом Австралия является одним из крупнейших мировых центров азартных игр. Они разрешены во всех штатах и территориях, но главным центром является Новый Южный Уэльс, включая Сидней. Хотя бы раз в неделю играют 40 % населения Австралии, у 1—2 % есть зависимость от азартных игр; это самые высокие показатели в мире. Наиболее распространёнными являются игровые автоматы для покера, их в стране 190 тыс., на них проигрывается 15 млрд австралийских долларов ($9,9 млрд) в год.
Также большой популярностью пользуются бега, только в Сиднее имеется 4 ипподрома. Растёт значение ставок на спорт. Австралия является центром игрового туризма из стран, где азартные игры запрещены, а также центром отмывания денег через азартные игры.

## Экономические показатели
| Год  | Рост ВВП, % | ВВП, номинал, трлн $ | ВВП по ППС, трлн $ | ВВП на душу населения (ППС), тыс. $ | Инфляция, % | Безработица, % | Госдолг, % от ВВП | Счёт текущих операций, % от ВВП |
| ---- | ----------- | -------------------- | ------------------ | ----------------------------------- | ----------- | -------------- | ----------------- | ------------------------------- |
| 1980 | 2,9         | 0,163                | 0,155              | 10,5                                | 10,1        | 6,1            |                   | -2,4                            |
| 1981 | 4,1         | 0,188                | 0,177              | 11,8                                | 9,5         | 5,8            |                   | -4,1                            |
| 1982 | 0,1         | 0,187                | 0,188              | 12,3                                | 11,4        | 7,2            |                   | -4,1                            |
| 1983 | -0,5        | 0,180                | 0,195              | 12,6                                | 10,0        | 10,0           |                   | -3,1                            |
| 1984 | 6,3         | 0,197                | 0,214              | 13,7                                | 4,0         | 9,0            |                   | -4,1                            |
| 1985 | 5,5         | 0,174                | 0,233              | 14,7                                | 6,7         | 8,3            |                   | -4,9                            |
| 1986 | 2,4         | 0,182                | 0,244              | 15,1                                | 9,1         | 8,1            |                   | -5,0                            |
| 1987 | 4,9         | 0,213                | 0,262              | 16,0                                | 8,5         | 8,1            |                   | -3,4                            |
| 1988 | 4,3         | 0,271                | 0,283              | 17,0                                | 7,3         | 7,2            |                   | -3,8                            |
| 1989 | 4,6         | 0,308                | 0,308              | 18,2                                | 7,6         | 6,1            | 17,0              | -6,0                            |
| 1990 | 1,5         | 0,324                | 0,324              | 18,9                                | 7,2         | 6,9            | 16,4              | -4,8                            |
| 1991 | -1,0        | 0,324                | 0,332              | 19,1                                | 3,3         | 9,6            | 21,6              | -3,3                            |
| 1992 | 2,6         | 0,318                | 0,345              | 19,8                                | 1,0         | 10,7           | 27,6              | -3,3                            |
| 1993 | 3,9         | 0,309                | 0,370              | 20,9                                | 1,8         | 10,9           | 30,7              | -3,0                            |
| 1994 | 4,8         | 0,353                | 0,396              | 22,2                                | 1,9         | 9,7            | 31,7              | -4,5                            |
| 1995 | 3,0         | 0,379                | 0,417              | 23,0                                | 4,6         | 8,5            | 31,2              | -5,0                            |
| 1996 | 4,0         | 0,425                | 0,441              | 24,1                                | 2,7         | 8,5            | 29,3              | -3,5                            |
| 1997 | 4,6         | 0,426                | 0,470              | 25,4                                | 0,2         | 8,4            | 25,9              | -2,9                            |
| 1998 | 4,6         | 0,381                | 0,497              | 26,6                                | 0,9         | 7,7            | 23,7              | -4,9                            |
| 1999 | 4,4         | 0,412                | 0,526              | 27,8                                | 1,4         | 6,9            | 22,6              | -5,5                            |
| 2000 | 3,1         | 0,400                | 0,555              | 29,0                                | 4,5         | 6,3            | 19,5              | -4,1                            |
| 2001 | 2,7         | 0,378                | 0,582              | 30,0                                | 4,4         | 6,8            | 17,1              | -2,2                            |
| 2002 | 4,2         | 0,425                | 0,616              | 31,4                                | 3,0         | 6,4            | 15,0              | -3,8                            |
| 2003 | 3,0         | 0,541                | 0,647              | 32,6                                | 2,7         | 5,9            | 13,2              | -5,3                            |
| 2004 | 4,1         | 0,659                | 0,692              | 34,5                                | 2,3         | 5,4            | 11,9              | -6,3                            |
| 2005 | 3,0         | 0,736                | 0,735              | 36,2                                | 2,7         | 5,0            | 10,9              | -6,0                            |
| 2006 | 2,6         | 0,783                | 0,777              | 37,7                                | 3,6         | 4,8            | 9,9               | -5,9                            |
| 2007 | 4,4         | 0,950                | 0,833              | 39,7                                | 2,4         | 4,4            | 9,7               | -6,7                            |
| 2008 | 2,5         | 1,06                 | 0,871              | 40,6                                | 4,3         | 4,3            | 11,7              | -4,8                            |
| 2009 | 1,9         | 1,00                 | 0,893              | 40,9                                | 1,8         | 5,6            | 16,6              | -4,5                            |
| 2010 | 2,4         | 1,25                 | 0,926              | 41,8                                | 2,9         | 5,2            | 20,4              | -3,6                            |
| 2011 | 2,8         | 1,52                 | 0,971              | 43,1                                | 3,4         | 5,1            | 24,0              | -3,0                            |
| 2012 | 3,8         | 1,57                 | 0,984              | 42,9                                | 1,7         | 5,2            | 27,5              | -4,3                            |
| 2013 | 2,2         | 1,52                 | 1,08               | 46,5                                | 2,5         | 5,7            | 30,5              | -3,4                            |
| 2014 | 2,6         | 1,46                 | 1,11               | 47,0                                | 2,5         | 6,1            | 34,0              | -3,0                            |
| 2015 | 2,3         | 1,23                 | 1,11               | 46,3                                | 1,5         | 6,1            | 37,8              | -4,6                            |
| 2016 | 2,7         | 1,26                 | 1,17               | 48,0                                | 1,3         | 5,7            | 40,6              | -3,3                            |
| 2017 | 2,4         | 1,38                 | 1,23               | 49,6                                | 2,0         | 5,6            | 41,2              | -2,6                            |
| 2018 | 2,8         | 1,42                 | 1,29               | 51,5                                | 1,9         | 5,3            | 41,8              | -2,2                            |
| 2019 | 1,9         | 1,39                 | 1,34               | 52,6                                | 1,6         | 5,2            | 46,7              | 0,4                             |
| 2020 | -1,8        | 1,36                 | 1,34               | 52,1                                | 0,9         | 6,5            | 57,1              | 2,2                             |
| 2021 | 5,2         | 1,65                 | 1,47               | 57,0                                | 2,8         | 5,1            | 57,6              | 3,0                             |
| 2022 | 3,7         | 1,70                 | 1,63               | 62,7                                | 6,6         | 3,7            | 55,7              | 1,2                             |
| 2023 | 1,6         | 1,71                 | 1,72               | 65,4                                | 5,3         | 4,0            | 59,4              | 1,4                             |